# Ripple Lake
Ripple Lake är en sjö i Antarktis. Den ligger i Östantarktis. Australien gör anspråk på området. Ripple Lake ligger 31 meter över havet.